# محوطه تازه‌آباد ۵
محوطه تازه آباد ۵ مربوط به عصر آهن است و در شهرستان گیلانغرب، بخش مرکزی، دهستان چله، قسمت غربی روستای تازه آباد واقع شده و این اثر در تاریخ ۲۶ اسفند ۱۳۸۷ با شمارهٔ ثبت ۲۵۶۶۸ به‌عنوان یکی از آثار ملی ایران به ثبت رسیده است.